# Kazuki Kozuka
Kazuki Kozuka (født 2. august 1994) er en japansk fodboldspiller, som spiller for den japanske fodboldklub Oita Trinita.